# Грачёв, Сергей Николаевич (продюсер)
Сергей Николаевич Грачёв (укр. Сергій Миколайович Грачев; род. 8 декабря 1976, Брянка, Луганская область, Украинская ССР, СССР) — украинский продюсер, саунд продюсер, аранжировщик, композитор, музыкальный продюсер телевизионного шоу «Маска» на телеканале «Украина», музыкальный продюсер телевизионного шоу «Народна Зірка». Сотрудничал со следующими исполнителями: Константин Меладзе, Валерий Меладзе, Стас Михайлов, LOBODA, MBAND, Вера Брежнева, Гайтана, Ирина Билык, Ирина Аллегрова, Жасмин, НеАнгелы, Сати Казанова, Наталья Могилевская, Оля Полякова, Злата Огневич, Ундервуд, Elvira T, DZIDZIO, Анастасия Стоцкая, Пара Нормальных, Сергей Мироненко, Andru Donalds, Ани Лорак и Виктор Дорин.

## Биография
- Родился в 1976 году в шахтёрском городе Брянка Луганской области. Отец Сергея, бывший музыкант, в 6 лет научил его играть на гитаре.
- В 1987 году случайно оказался на репетиции группы, в которой играл на бас-гитаре его старший брат. Коллективу срочно нужен был музыкант, играющий на клавишных инструментах. «До это дня я ни разу к клавишам не подходил, — говорит Сергей, — просто пока ребята курили и думали где взять клавишника, я подошел и на слух подобрал песню, которую они репетировали. Так я стал новым клавишником местной группы. Мы играли в городском парке танцы, и конечно, свадьбы и юбилеи. Меня прятали за аппаратурой, так как в ресторане в советское время детям, а мне тогда было 11 лет, находится, а тем более работать, было запрещено»[7].
- С 1991 по 1996 год в составе группы «Эскиз», Грачёв объездил регион, выступая как певец и клавишник. Тогда же начал делать аранжировки.
- В 1993 году Сергей в составе группы «Элен и ребята» записал первый альбом на профессиональной студии звукозаписи.
- В 1999 году вместе со студией «Престиж» Сергей Грачёв переезжает из города Луганск в Киев.

## Музыкальная карьера
- 2001 — основал собственную студию Grachov Studio
- 2003 — начал работать с лейблом «Лавина мьюзик» (Гайтана, Ани Лорак, Друга Ріка)
- 2005 — сотрудничество с продюсерским центром «МАМАМЬЮЗИК» (группа НеАнгелы, Ирина Билык, Авиатор, Верка Сердючка)
- В 2007 году Юрий Никитин пригласил Сергея в качестве саунд-продюсера на новый проект, первую украинскую «Фабрика звезд». В этом же году Константин Меладзе, с которым уже была работа над проектом «ВИА Гра» и песнями для Валерия Меладзе, позвал его в качестве аранжировщика на «Фабрику звезд −7» в Москву
- 2009 — работа в качестве аранжировщика на телевизионном проекте «Фабрика зірок — 3» в Украине
- 2010 — телеканал «Украина», музыкальный продюсер проекта «Народна Зірка»[8][9]
- 2011 — организовал Творческую Лабораторию Сергей Грачева
- 2013 — музыкальный продюсер телепередачи «Співай, якщо зможеш» («Новый канал»)
- 2016 — музыкальный продюсер альбома «Без берегов» группы «Ундервуд»
- 2017 — член национального жюри от Украины на «Евровидение»[10]
- 2018 — Музыкальный продюсер альбома группы Ундервуд «Дети Портвейна»[11]
- 2018 — Создал лейбл TLSG Digital, который занимается цифровой дистрибуцией и промотированием музыки, а также помогает молодым артистам с продвижением песен
- 2019 — Музыкальный продюсер артиста Сергея Мироненко
- 2020 — Молодой театр (Киев) пригласил музыкального продюсера для работы над мюзиклом «Шинель» Николая Гоголя[12]
- 2020 — 2021 — Музыкальный продюсер телевизионного шоу «Маска» на телеканале «Украина»[13][13].

### Песни и альбомы

#### Альбомы
- Ундервуд — Дети Портвейна
- Ундервуд — Без берегов
- Вера Брежнева — Любовь спасет мир
- Гайтана — О тебе
- Гайтана — Капли дождя
- Гайтана — Слідом за тобою
- Гайтана — Кукабарра
- Авиатор — В эфире
- Авиатор — В эфире. Золотой диск
- Авиатор — Мания
- НеАнгелы — Номер один
- Стас Михайлов — 1000 шагов
- Сергей Мироненко — Одинокий Гордый
- Сергей Мироненко — Мне всё в ней нравится

#### Синглы
- Елка — Прованс
- НеАнгелы — Сердце
- Ирина Билык — Нас нет
- Ирина Аллегрова, Игорь Крутой — В городе серых облаков
- ЛОБОДА — Не мачо
- Гайтана — Самотня боса
- Валерий Меладзе — Сахара не надо
- Виа Гра — ЛМЛ
- MBAND — Посмотри на меня
- Пара Нормальных — Невеста
- Вера Брежнева — Любовь спасет мир
- Полина Гагарина — Шагай
- Стас Михайлов — 1000 шагов
- Сергей Мироненко — Любовь Сука Редкая
- Николай Басков — Зараза
- Оля Полякова — Бывший
- DZIDZIO — 108
- Andru Donalds & Eugenia Vlasova — Wind of Hope

## Награды

### Ёлка, «Прованс»
| Год  | Награда           | Номинированная работа | Категория    | Результат |
| ---- | ----------------- | --------------------- | ------------ | --------- |
| 2011 | Премия Муз-ТВ     | «Прованс»             | Лучшая песня | Номинация |
| 2011 | Премия Муз-ТВ     | Клип «Прованс»        | Лучшее видео | Номинация |
| 2011 | Премия RU.TV      | «Прованс»             | Лучшая песня | Победа    |
| 2011 | Золотой граммофон | «Прованс»             | Песня        | Победа    |

### Вера Брежнева,Любовь спасёт мир
| Чарт                     | Высшая Позиция |
| ------------------------ | -------------- |
| Российский Радиочарт     | 1              |
| Московский Радиочарт     | 1              |
| Питерский Радиочарт      | 1              |
| Киевский Радиочарт       | 1              |
| Российский Цифровой Чарт | 1              |

### НеАнгелы, «Юра, прости»
| Год  | Премия                      | Категория                                   | Результат |
| ---- | --------------------------- | ------------------------------------------- | --------- |
| 2006 | Радио «Шарманка»            | «Золотая шарманка» (за песню «Юра, прости») | Победа    |
| 2006 | Песня года телеканала Интер | «Песня года» (за песню «Юра, прости»)       | Победа    |

## Личная жизнь
Женат. Четверо детей.